# Пратола-Пелінья
Пратола-Пелінья (італ. Pratola Peligna) — муніципалітет в Італії, у регіоні Абруццо,  провінція Л'Аквіла.
Пратола-Пелінья розташована на відстані близько 120 км на схід від Рима, 50 км на південний схід від Л'Акуїли.
Населення — 7652 особи (2014).
Щорічний фестиваль відбувається першої неділі травня. Покровитель — Madonna della Libera.

## Демографія
Населення за роками:

Станом на 1 січня 2023 року в муніципалітеті офіційно проживало 514 іноземців з 37 країн, серед них 124 громадяни країн Євросоюзу та 8 громадян України.

## Сусідні муніципалітети
- Корфініо
- Прецца
- Раяно
- Роккаказале
- Сульмона
- Салле